# Externália

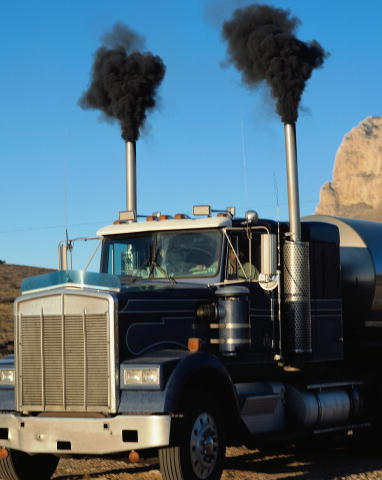
A gépjárművek légszennyezése a negatív externáliák egyik példája. A légszennyezés költségeit a társadalom többi része számára sem a közlekedés termelői, sem fogyasztói nem térítik meg

A közgazdaságtanban egy gazdasági tevékenységhez kapcsolódó externália (szó szerint „külsőség, kívül[re] eső tényező”) az olyan költség, kár vagy haszon, előny, amely nem a gazdasági tevékenység elsődleges szereplőinél, hanem a tevékenységhez képest külső tényező-nél jelentkezik, és szoros ok-okozati összefüggésben van a szóbanforgó gazdasági tevékenységgel.
Az externáliák olyan javaknak tekinthetők, melyeket a termelői, illetve fogyasztói piac tranzakciói nem ismernek el érintett szereplőként, nem áraznak be, és így azok értékét nem egyenlítik ki az anyagi tranzakcióban nem szereplő külső tényezőnek, harmadik félnek.
Pozitív externália például, amikor az egyén piaci fogyasztása növeli mások jólétét, de az egyént nem kompenzálják a hasznos tevékenységéért. A harmadik fél lényegében ingyenes kap terméket. Példa erre a tűzálló anyagból épült épület, ami védi a szomszédjait tüzek továbbterjedésétől.
Negatív externália például a gépjárművek légszennyezése, a gyárak vízszennyezése. A szennyezés okozta károkat és annak költségeit a piaci folyamat nem téríti meg a társadalom többi része számára. Egy másik példa a valaha tágasabbnak szánt és tervezett városok minden, jogilag újabban már lehetséges helyének beépítése.  Ilyenkor az ingatlanfejlesztőnél jelentős többlethaszon keletkezik a környék lakhatósága mint externália csorbításával.
Az externália fogalmát először Arthur Pigou közgazdász dolgozta ki az 1920-as években. A negatív externáliák leggyakoribb példája a környezetszennyezés. Pigou szerint a negatív externáliákra kivetett határkárral vagy határköltséggel megegyező adót (amiket később Pigou- adóknak neveztek el) fel lehetne használni az externáliák csökkentésére. Szakemberek körében jelenleg is vita tárgya, hogy előnyösebb-e megadóztatni vagy szabályozni a negatív externáliákat, illetve a Pigou-féle adózás optimálisan hatékony szintje, és az, hogy milyen tényezők okozzák vagy súlyosbítják a negatív externáliákat.
Az externáliák gyakran akkor fordulnak elő, amikor egy termék vagy szolgáltatás magánár- egyensúlya nem képes tükrözni az adott termék vagy szolgáltatás valódi költségeit vagy hasznát a társadalom egésze számára. Az externália miatt a kompetitív egyensúly nem Pareto-hatékony. Így, mivel az erőforrásokat jobban el lehetne osztani, az externáliák a piaci hiányosság egyik példája. Az externáliák lehetnek pozitívak vagy negatívak. A kormányok és intézmények gyakran igyekeznek az externáliák internalizálni intézkedésekkel, úgy, hogy a piaci áras ügyletek magukba foglalják a gazdasági szereplők közötti tranzakciókhoz kapcsolódó összes hasznot és költséget.

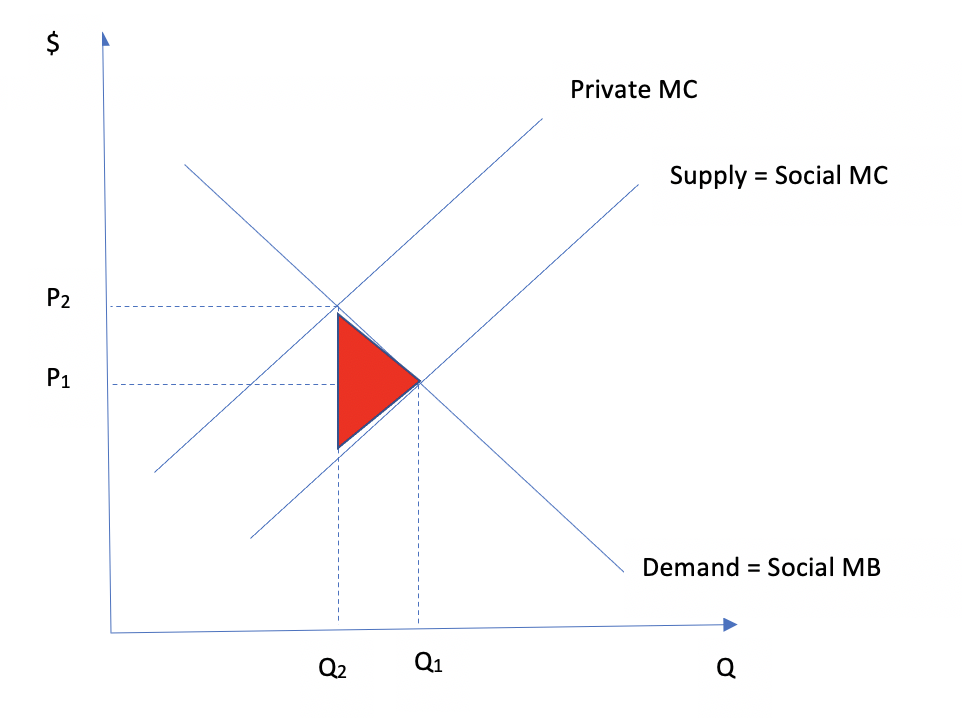
A termelés pozitív externáliájának grafikonja

### Példák negatív externáliákra

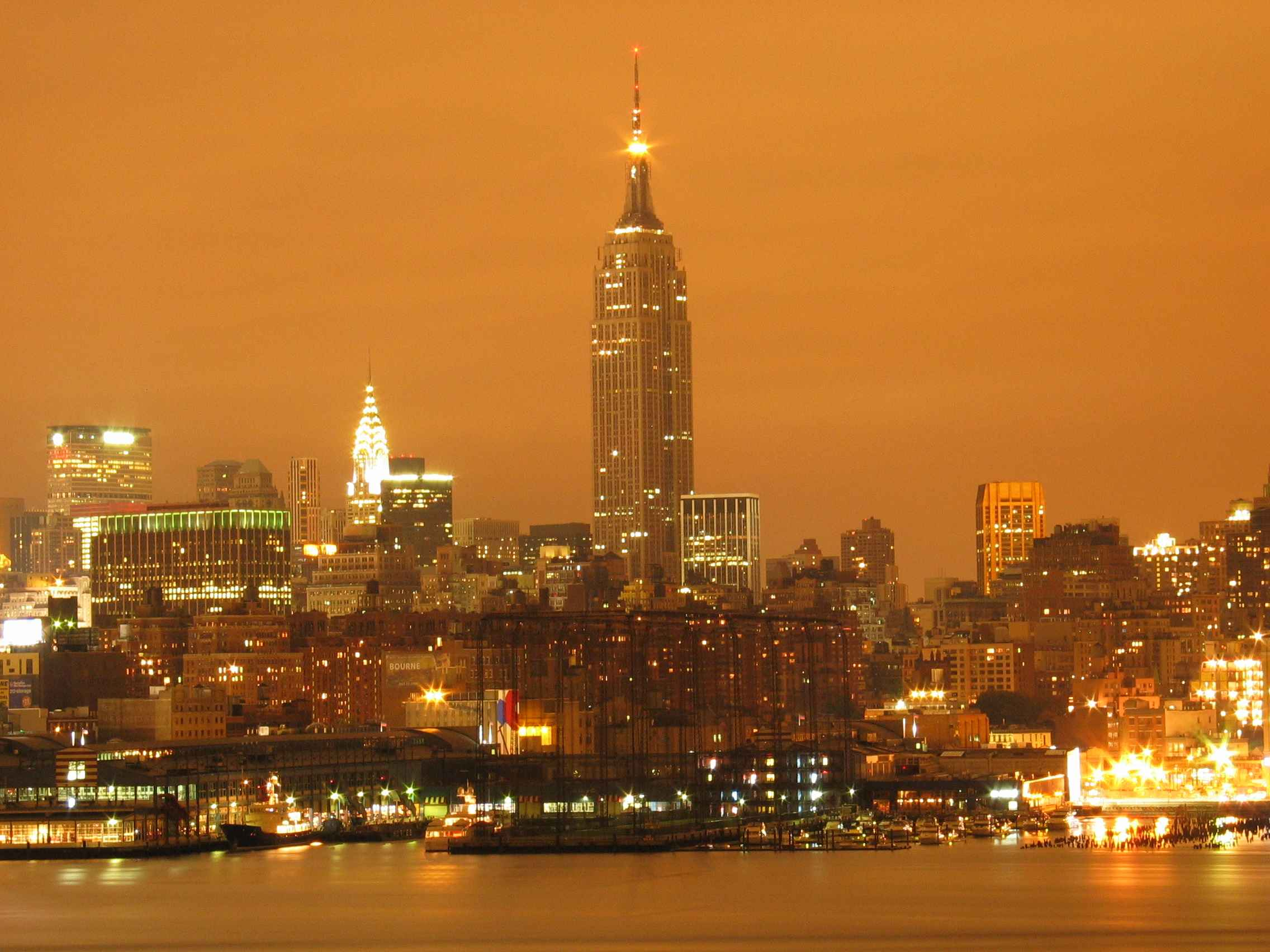
A fényszennyezés negatív externáliára, mert az utcai világítás fogyasztása olyan hatást gyakorol a kívülállókra, amelyet a világítás fogyasztói nem kompenzálnak

#### Negatív termelési externáliák

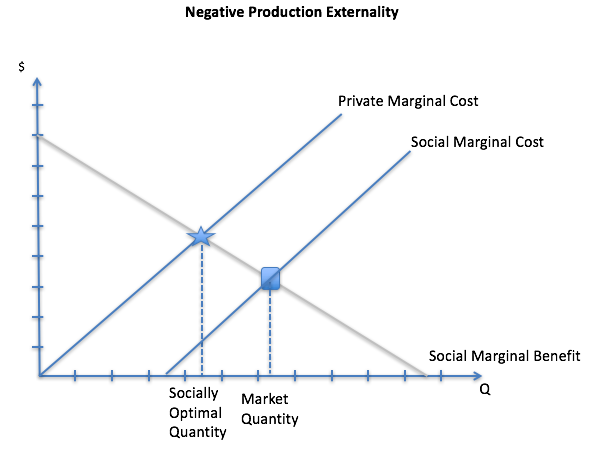
Negatív termelési externália

- A fosszilis tüzelőanyagok elégetése által okozott levegőszennyezés . Ez a tevékenység károkat okoz a termésben, az anyagokban és az épületekben, valamint a közegészségügyben.[14][15]
- Antropogén éghajlatváltozás a fosszilis tüzelőanyagok elégetése és az állattenyésztés következtében fellépő üvegházhatású gázok kibocsátása miatt.[16]
- Az ipari szennyvízből származó vízszennyezés károsíthatja a növényeket, állatokat és az embereket.
- Kéretlen üzenetek e-mailben történő küldésekor spam e-mailek.[17]
- Zajszennyezés amelynek mentálisan zavaró lehet.
- Rendszerkockázat: a teljes gazdaságot érintő kockázatok, amelyek a bankrendszer által vállalt kockázatokból erednek. Az erkölcsi kockázat jól megtervezett banki szabályozás hiányában,[18] vagy rosszul megtervezett szabályozás megléte esetén fordulhat elő.[19]
- Az ipari haszonállat-tenyésztés negatív hatásai, beleértve az antibiotikum-rezisztens baktériumok számának növekedését az antibiotikumok túlzott használata miatt; levegőminőségi problémák; folyók, patakok és part menti vizek koncentrált állati hulladékkal való szennyeződése; állatjóléti problémák, főként az állatok rendkívül közeli elhelyezésének eredményeként.[20][21]
- Az óceán halállományának kimerülése a túlhalászás miatt. Ez egy példa a közös tulajdonú erőforrásra, amely megfelelő környezetvédelmi irányítás hiányában ki van téve a közbirtokosság tragédiájának .
- Az atomerőművekből származó nukleáris hulladékok.

#### Negatív fogyasztási externáliák

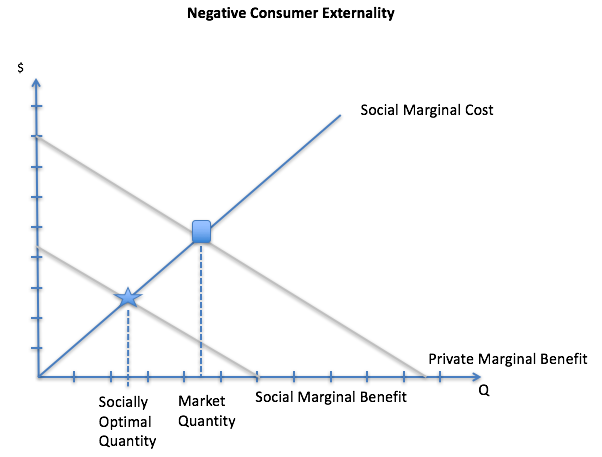
Negatív fogyasztási externália

- Zajszennyezés : Alvászavart, és egyéb mentális problémákat okoz pl. a hangos zene, vagy a forgalom.
- Antibiotikum-rezisztencia, amelyet az antibiotikumok fokozott használata okoz: Az egyének nem veszik figyelembe ezt a hatékonysági költséget a felhasználási döntések meghozatalakor. Az antibiotikumok jövőbeli hatékonyságának megőrzésére javasolt kormányzati politikák közé tartoznak az oktatási kampányok, a szabályozás.
- Passzív dohányzás : A dohányzás vagy az alkohollal való visszaélés által okozott egészség csökkenésének megosztott költségei. Itt a „költség” a minimális szociális jólét biztosítása. A közgazdászok ezt a problémát gyakrabban az erkölcsi kockázatok kategóriájába sorolják.
- Forgalmi dugók : Ha többen használnak közutakat, az úthasználóknak torlódási költségekkel kell szembenézniük, például több várakozással kell számolniuk a forgalomban, és hosszabb utazási időkkel kell számolniuk. Az úthasználók megnövekedett száma növeli a közúti balesetek valószínűségét és a környezetszennyezés mértékét is.[22]
- Áremelések: Az egyik fél fogyasztása az árak emelkedését idézi elő, illetve hiányat okozhat a többi résztvevő számára.[23]
- Gyenge állami infrastruktúra.
- A munka helytelen allokációja.[24]

### Példák pozitív externáliákra

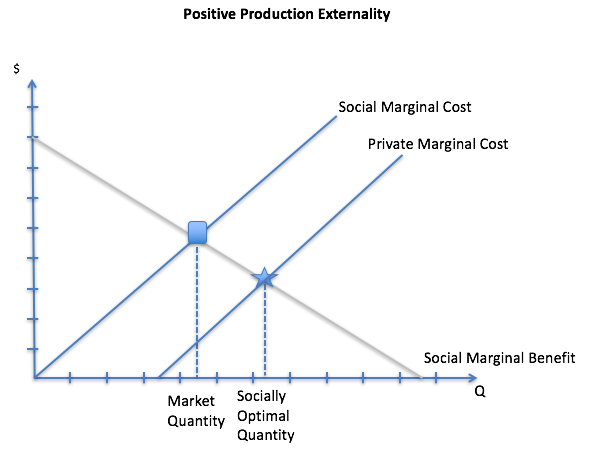
Pozitív termelési externália

#### Pozitív termelési externáliák
- Egy méhész, aki a méheket a mézért tartja. Az ilyen tevékenységhez kapcsolódó mellékhatás vagy külső hatás a környező termények méhek általi beporzása. A beporzás által termelt érték fontosabb lehet, mint a betakarított méz értéke.
- Néhány ingyenes szoftver vállalati fejlesztése[25]
- Kutatás és fejlesztés, mivel a kutatás gazdasági előnyeinek nagy részét nem a kiinduló cég használja ki.[26]
- Vállalat, amely elsősegélynyújtási tanfolyamokat biztosít az alkalmazottak számára a munkabiztonság növelése érdekében. Ez a cégen kívül is életeket menthet.
- A felújított történelmi épületek több embert ösztönözhetnek arra, hogy látogassák meg a környéket, ezzel növelve a közeli vállalkozások forgalmát.[27]
- Külföldi cég, amely korszerű technológiákat mutat be a helyi cégeknek, és javítja azok termelékenységét.[28]
- A tömegközlekedés más gazdasági tevékenységek tranzitszolgáltatásával növelheti a gazdasági jólétet[29]

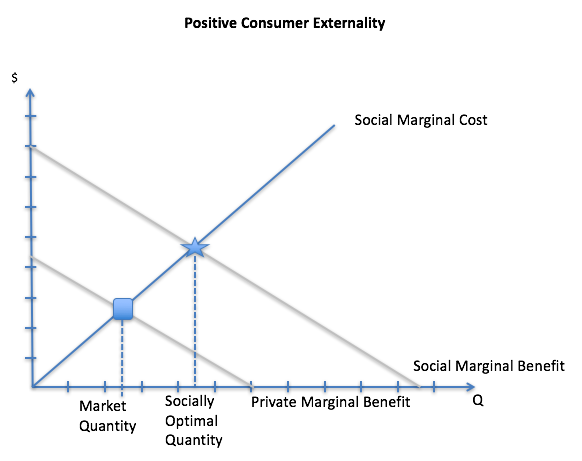
Pozitív fogyasztási externália

#### Pozitív fogyasztási externáliák
- Az a magánszemély, aki vonzó házat tart fenn, előnyöket biztosíthat a szomszédoknak az ingatlanaik piaci értékének növelésével.[30]
- Minden, ami csökkenti a fertőző betegségek terjedésének sebességét, pozitív externáliát hordoz magában.[31] (Lásd nyájimmunitás )
- Az egyének magasabb képzettsége, ami nagyobb gazdasági termelékenységhez, alacsonyabb munkanélküliségi rátához, nagyobb háztartási mobilitáshoz és magasabb politikai részvételhez vezethet.
- Olyan magánszemély, aki egy hálózatban összekapcsolt terméket vásárol (pl. okostelefon ). Ez növelni fogja az ilyen telefonok hasznosságát mások számára. Amikor egy termék minden új felhasználója növeli a mások tulajdonában lévő ugyanazon termék értékét, a jelenséget hálózati externáliának vagy hálózati hatásnak nevezik.

## Externáliák okai
Az externáliák gyakran rosszul meghatározott tulajdonjogokból erednek. Míg egyes dolgokhoz, például tárgyakhoz, földhöz és pénzhez fűződő tulajdonjogok könnyen meghatározhatók és védhetők, a levegő, a víz és a vadon élő állatok gyakran szabadon áramlanak át a személyi és politikai határokon, ami jelentősen megnehezíti a tulajdonjog átruházását. Ez arra ösztönzi a gazdaság résztvevőit, hogy a teljes költség megfizetése nélkül fogyasszanak, ami negatív externáliákhoz vezet. Pozitív externáliák is származhatnak rosszul meghatározott tulajdonjogokból. Például az a személy, aki influenza elleni védőoltást kap, nem birtokolhatja az nyájimmunitásnak egy részét, amelyet ez a társadalomnak biztosít.
Az externáliák másik gyakori oka a tranzakciós költségek jelenléte.  A tranzakciós költségek a gazdasági kereskedelem költségei. Ezek a költségek gátolják a gazdasági szereplőket a hatékony kereskedelemben. Az ilyen tranzakciók költségei meghaladják a résztvevők hasznát.

## Lehetséges megoldások

### Megoldások nem piaci gazdaságokban
- A tervgazdaságokban a termelés jellemzően csak a szükségletekre korlátozódik, ami kiküszöbölné a túltermelésből eredő externáliák egy részét.
- A központi tervező dönthet úgy, hogy olyan munkahelyeket hoz létre, amelyek az externáliák mérséklését célozzák, ahelyett, hogy megvárnák, amíg a piac keresletet teremt ezekre a munkahelyekre.

### Megoldások a piacgazdaságokban
- Pigou-adók vagy támogatások, amelyek célja a gazdasági igazságtalanságok vagy egyensúlyhiányok orvoslása.
- Szabályozások a negatív externáliákat okozó tevékenységek korlátozására.
- Kormányzati szolgáltatásnyújtás pozitív externáliákkal
- Perek az érintett felek negatív externáliák kompenzálására
- Szavazás annak érdekében, hogy a résztvevők internalizálják az externáliákat.[32]
- Közvetítés vagy tárgyalás az externáliák által érintettek és azokat okozók között.

## Fordítás
Ez a szócikk részben vagy egészben  az   Externality című angol Wikipédia-szócikk ezen változatának fordításán alapul.  Az eredeti cikk szerkesztőit annak laptörténete sorolja fel. Ez a jelzés csupán a megfogalmazás eredetét és a szerzői jogokat jelzi, nem szolgál a cikkben szereplő információk forrásmegjelöléseként.